# 岩渊三次
岩渊三次（1895年3月2日—1945年2月26日）是一位日本海军将领，生前最高军衔为海军少将，曾在二战期间于太平洋战场指挥作战。
1942年11月瓜达尔卡纳尔海战期间，岩渊三次为雾岛号战列舰舰长。雾岛号与美军华盛顿号战列舰对轰，最终被命中20发16寸重磅弹沉没。岩渊三次带领全舰官兵游泳撤离。
1944年11月17日，他又被任命为第三南遣舰队的陆上伴随部队第31特別根拠地隊司令，奉命來到当时正面临盟军进攻的菲律宾駐守。岩渊三次又被任命为马尼拉海军守备队司令，参与城防作战。
马尼拉战役期间，他指挥部队进行了马尼拉大屠杀，后来，就在兵败之际，他自杀身亡。 